# Krome Studios Melbourne
Melbourne House és un estudi creador de videojocs sota Krome Studios i situat a Melbourne, Austràlia. Es va fundar l'any 1980 sota el nom de Beam Software per Alfred Milgrom i Naomi Besen. El nom, Beam, és una contracció de les inicials de l'Alfred i la Naomi.
L'empresa és coneguda pels videojocs com The Way of the Exploding Fist (Commodore 64) i The Hobbit (1982) (ZX Spectrum). A mitjans dels anys 80 van llançar videojocs d'aventura en text com Sherlock, Hampstead i Terrormolinos.
El 2006 Krome Studios va anunciar que Melbourne House va ser adquirida per Atari i que l'estudi serà reanomenat per Krome Studios Melbourne.